# Elecciones presidenciales de Eslovenia de 2022
Las elecciones presidenciales de Eslovenia se realizaron el 23 de octubre de 2022. El presidente en funciones Borut Pahor es inelegible para postularse para otro mandato. Sin embargo, ningún candidato obtuvo más del 50 % de los votos, por lo que se realizará una segunda vuelta el 13 de noviembre de 2022. Las elecciones fueron ganadas por Nataša Pirc Musar que se presentó como candidata independiente. Pirc Musar se convertirá en la primera mujer en ocupar el cargo. 
El candidato conservador Anže Logar del Partido Demócrata Esloveno (SDS) y la candidata independiente Nataša Pirc Musar pasaron al balotaje. El candidato de la coalición gobernante –Socialdemócratas y Movimiento Libertad– Milan Brglez quedó en tercer lugar.

## Sistema electoral
Según la Ley de elecciones de Eslovenia, los candidatos a presidente requieren apoyo de ya sea:
- 10 miembros de la Asamblea Nacional,
- Uno o más partidos políticos, y ya sea 3 miembros de la Asamblea Nacional o 3000 votantes,
- 5000 votantes

Cada partido político puede apoyar solo a un candidato. En las elecciones, el presidente es electo con mayoría de votos. Si ningún candidato recibe más de la mitad de los votos, los dos primeros candidatos se reúnen en la segunda ronda de elecciones.

## Calendario electoral
El presidente de la DZ, Urška Klakočar Zupančič, anunció oficialmente las elecciones el 20 de julio de 2022. Ella fijó la fecha para el 23 de octubre de 2022 y el proceso de elección comenzó el 22 de agosto.
| Fecha                       | Tarea de elección                                                                                                 |
| --------------------------- | --- |
| 20 de julio de 2022         | El presidente de la DZ anuncia oficialmente las elecciones                                                        |
| 22 de agosto de 2022        | Comienza el proceso electoral                                                                                     |
| 22 de septiembre de 2022    | Inicio de la campaña electoral oficial                                                                            |
| 28 de septiembre de 2022    | Fecha límite para la presentación de formularios con apoyo de candidatos el último día para presentar solicitudes |
| 3 de octubre de 2022        | Último día para un posible consentimiento para el retiro de la candidatura                                        |
| 4 de octubre de 2022        | DVK realiza un sorteo en el orden de las candidaturas                                                             |
| 18 - 20 de octubre de 2022  | Votación anticipada                                                                                               |
| 21 de octubre de 2022       | Comienzo del silencio electoral a medianoche                                                                      |
| 23 de octubre de 2022       | Elecciones del Presidente de la República de Eslovenia                                                            |
| 8 - 10 de noviembre de 2022 | Votación anticipada antes de la segunda ronda                                                                     |
| 13 de noviembre de 2022     | Segunda ronda de elecciones                                                                                       |

## Contexto

### Recolección de firmas
La primera semana de recolección fue exitosa para Anžet Logar, quien recolectó 12,000 firmas de apoyo en solo tres días; el excanciller decidió recolectar firmas a pesar del apoyo de SDS. El martes 13 de septiembre también anunció que presentará su candidatura como candidato independiente con 5.000 firmas de apoyo.
En la tercera semana, dos candidatos más lograron alcanzar el número requerido de firmas, Vladimir Prebilič  y Gregor Bezenšek. Unos días después, Nataša Pirc Musar anunció la misma noticia.
La candidata del partido Resni.ca, Sabina Senčar, anunció la noticia sobre las 3.000 firmas recolectadas dos días antes del final de la recolección, el lunes 26 de septiembre.

### Primera ronda

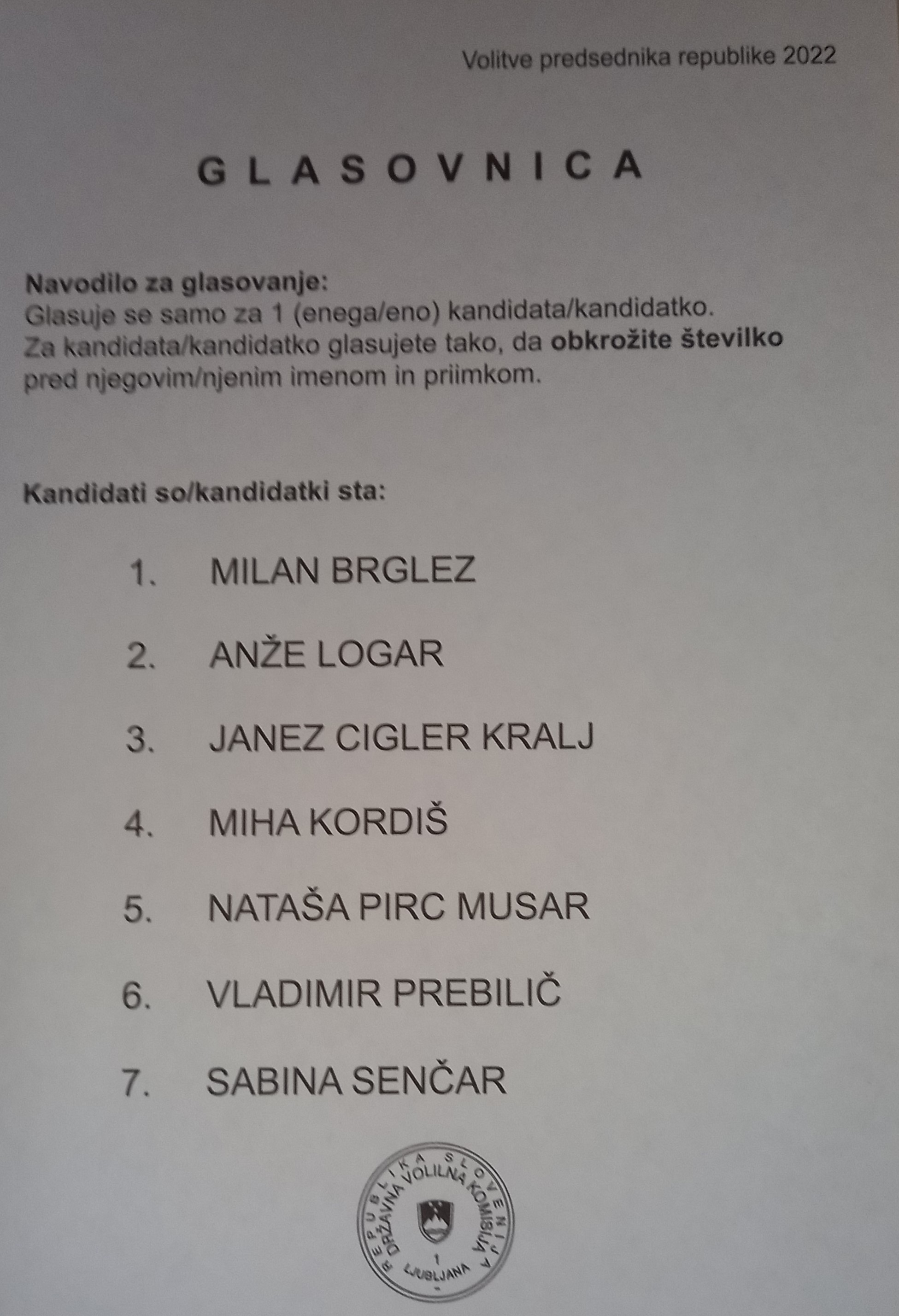
Papeleta de la primera vuelta de las elecciones presidenciales

En el partido NSi, Ljudmila Novak fue mencionada como candidata durante mucho tiempo, durante el verano decidieron si tener su propio candidato o apoyar a alguien más, Tonin habló con Vladimir Prebilič y Anžet Logar. En la reunión del partido celebrada el 5 y 6 de septiembre de 2022 finalmente se confirmó que Ljudmila Novak no se postulará, se ofrecieron las opciones del propio candidato del partido Janez Pogorelac o el apoyo a Alojz Kovšca. Al final, el partido decidió que Janez Cigler Kralj sería el candidato de Nueva Eslovenia en las elecciones.
El ex primer ministro y canciller Miro Cerar anunció el 6 de julio de 2022 que no se presentará a las elecciones presidenciales, afirmando que tras retirarse de la política, se centra en la actividad profesional, la labor docente y científica, y su familia.
A principios de agosto, el coordinador de la Izquierda, Luka Mesec, dijo que muy probablemente su partido no tendrá candidato. Pero a principios de septiembre hubo un punto de inflexión; en su opinión, tras la renuncia de Marta Kos había más espacio para un candidato de izquierda, por lo que entraron a la carrera presidencial. Matej Vatovac fue mencionado por primera vez, en el consejo del partido el 21 de septiembre se anunció oficialmente que Miha Kordiš sería el candidato del partido.
Los socialdemócratas también consideraron a su candidato. En la reunión del 4 de julio, la presidencia del partido SD apoyó la idea de ir a las elecciones con su candidato, ya que la razón dada por la presidenta, Tanja Fajon, fue que son un partido tradicional y aún el más fuerte en el polo izquierdo del espacio político esloveno. Milan Brglez y Jani Prednik se mencionan con mayor frecuencia como candidatos dentro del partido SD, pero ninguno de ellos dio su consentimiento para la candidatura. El 22 de agosto se volvió a reunir la presidencia del partido, luego de la reunión Tanja Fajon confirmó: no tendrán candidato propio en el partido, ni apoyarán a ningún otro candidato. Hubo otro punto de inflexión a mediados de septiembre, cuando volvieron a cambiar de opinión y decidieron participar en las elecciones. Después de una cuidadosa deliberación, Milan Brglez se convirtió en el candidato. Además de que será el candidato conjunto de SD y Movimiento Libertad, ya que el consejo de este último partido apoyó a Brglez como candidato de ambos partidos.
El 30 de agosto, Marta Kos suspendió oficialmente su candidatura a la presidencia por motivos personales. El presidente del partido, Robert Golob, dijo al día siguiente que el partido no tendrá candidato propio, pero dentro de quince días decidirán sobre el posible apoyo a uno de los otros. En la reunión del consejo del partido, que tuvo lugar el 22 de septiembre, apoyaron por unanimidad a Milan Brglez, que se convirtió así en el candidato conjunto de SD y Svoboda en las elecciones de octubre.
A principios de septiembre, el consejo del partido Nuestro Futuro decidió que el partido apoyaría al candidato independiente Ivo Vajgel. El candidato Vladimir Prebilič fue apoyado por el partido no parlamentario Vesna.
Uno de los candidatos, Andrej Magajna, anunció su candidatura el 15 de julio de 2022, pero retiró su intención de postularse y anunció a principios de agosto que no participaría en la carrera presidencial. Luego cambió de opinión y anunció su candidatura en una conferencia de prensa el 18 de agosto de 2022. Un mes después, renunció nuevamente a la candidatura.
El candidato independiente Ivo Vajgl explicó en rueda de prensa el 28 de septiembre, último día para presentar su candidatura, que a pesar de la gran cantidad de firmas recogidas, no presentaría su candidatura y al mismo tiempo apoyaba al candidato del SD y del Movimiento Libertad, Milan Brglez. El 7 de octubre, el Partido Popular Esloveno anunció que apoyaría a Anže Logar en las elecciones presidenciales.

### Segunda ronda

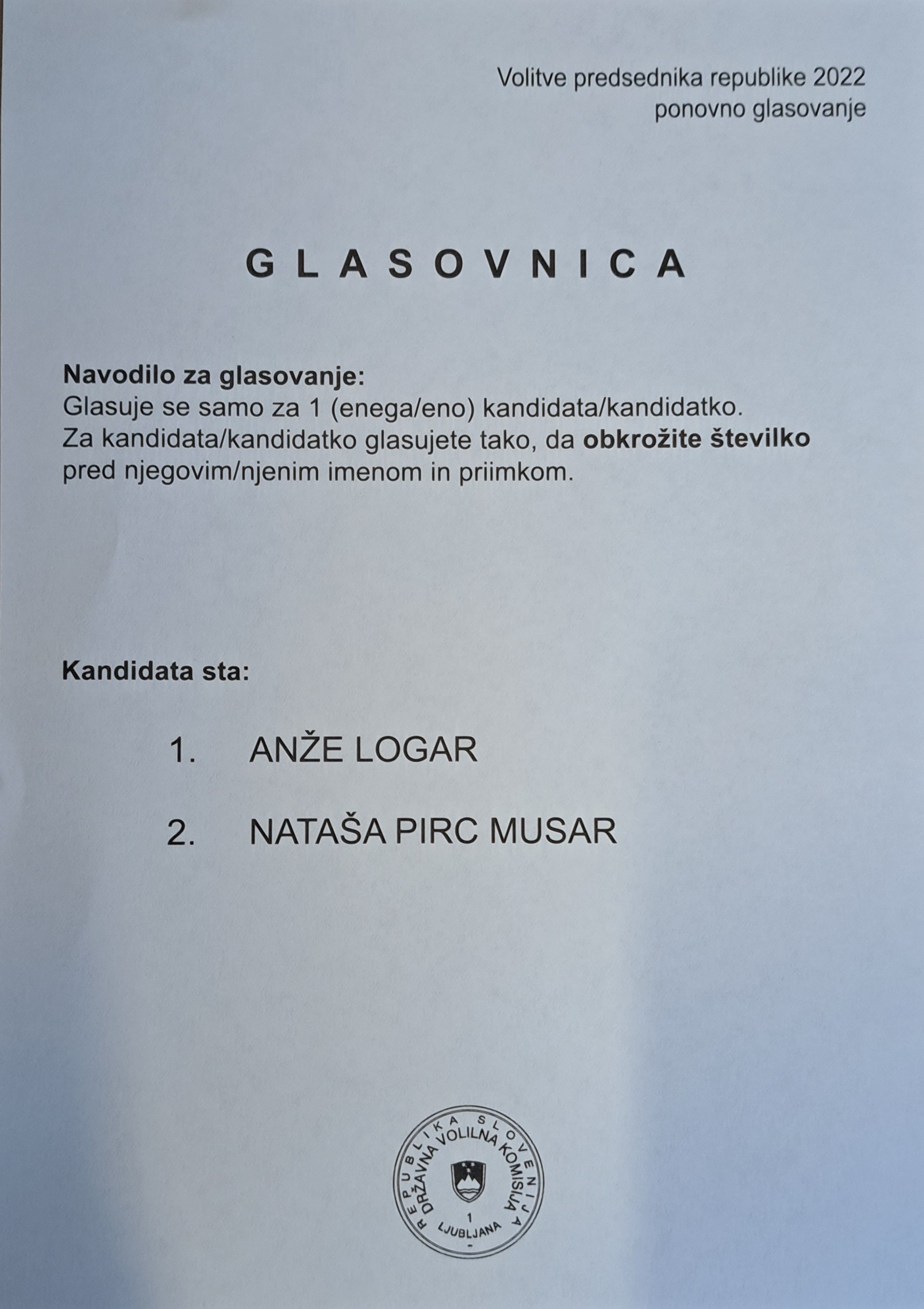
Papeleta para la segunda vuelta de las elecciones presidenciales

La noche después del cierre de las urnas, el presidente del Movimiento Svoboda, Robert Golob, anunció que su apoyo en la segunda vuelta es prometedor para Nataša Pirc Musar. Unos días después, los socialdemócratas también confirmaron su apoyo a Musar. Mientras tanto, Anže Logar fue apoyada por Nova Slovenija, y también fue anunciada en el partido Verdes de Eslovenia.

## Candidatos
De conformidad con el Artículo 11, Párrafo 2 del Artículo 12 y el Artículo 13 de la Ley de Elecciones del Presidente de la República, un candidato puede convertirse en ciudadano de la República de Eslovenia mayor de edad el día de la elección, previa solicitud. de:
- Grupos de al menos diez miembros de la Asamblea Nacional.
- Partidos políticos registrados y con el apoyo de al menos tres miembros de la Asamblea Nacional o al menos 3.000 votantes.
- Grupos de al menos 5.000 votantes.[38]

Cada partido político puede nominar a un solo candidato, pero varios partidos políticos pueden nominar a un candidato conjunto. Cada votante o miembro del parlamento puede apoyar solo una candidatura mediante su firma.
Siete candidatos participaron en la elección. Gregor Bezenšek Jr. ingresó oficialmente a la carrera presidencial. y Janez Cigler Kralj, una semana después Vladimir Prebilič, y pronto Anže Logar y Nataša Pirc Musar como cuarto y quinto candidatos. Les siguieron Milan Brglez y Miha Kordiš, y la última fue Sabina Senčar. La Comisión Nacional Electoral aprobó las cinco primeras candidaturas presentadas el 22 de septiembre, y el resto una semana después, el 29 de septiembre.
Gregor Bezenšek renunció a su candidatura el 3 de octubre, que era el último día para retirar su consentimiento, alegando presiones y amenazas como motivo. Era la primera vez que un candidato retiraba su consentimiento a una candidatura ya confirmada.
La Comisión Nacional Electoral sorteó el orden de los candidatos en la papeleta del martes 4 de octubre. La secuencia se muestra en la tabla.
| Imagen | Candidato          | Descripción                                       | Partido                                                                               | Ref.          |
| ------ | ------------------ | ------------------------------------------------- | ------------------------------------------------------------------------------------- | ------------- |
|        | Janez Cigler Kralj | Politólogo                                        | Nova Slovenija                                                                        | [ 47 ]        |
|        | Anže Logar         | Ministro de Relaciones Exteriores, economista     | Slovenska demokratska stranka Slovenska Ljudska stranka 5000 volivcev                 | [ 48 ] [ 49 ] |
|        | Nataša Pirc Musar  | Abogada, periodista                               | Pirati SMS - Zeleni 5000 volivcev                                                     | [ 50 ]        |
|        | Vladimir Prebilič  | alcalde de Kočevje, científico, profesor asociado | VESNA - zelena stranka                                                                | [ 51 ] [ 52 ] |
|        | Milan Brglez       | miembro del Parlamento Europeo, parlamentario     | Socialni demokrati Gibanje Svoboda                                                    |               |
|        | Miha Kordiš        | parlamentario                                     | Levica                                                                                |               |
|        | Sabina Senčar      | médica                                            | Archivo:Plakat Resnica (crop).jpg Državljansko gibanje Resni.ca Za ljudstvo Slovenije |               |